# 姜妃小花介
姜妃小花介（学名：Cytherelloidea kianofeipunae）为小浪花介科小花介屬下的一个种。